# Ловля яблок

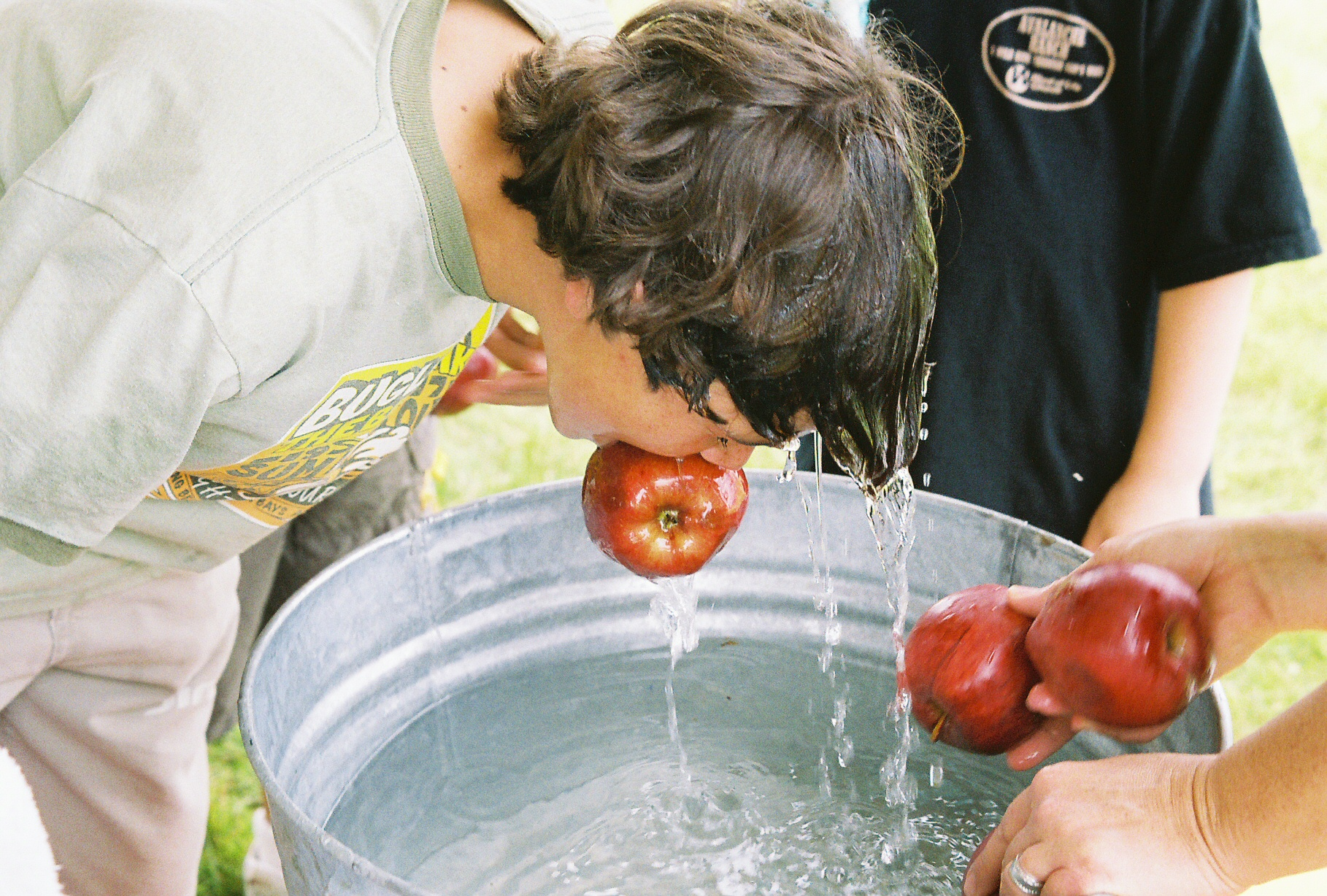

Ловля яблок — традиционная в первую очередь в англоязычных странах (Великобритания, США, Канада) игра на праздник Хэллоуин, заключающаяся в попытке достать зубами яблоко из воды.
Для игры какую-либо ёмкость, чаще всего таз или ванну, наполняют водой, после чего помещают туда яблоки. Поскольку яблоки имеют меньшую плотность, нежели вода, они всплывают на поверхность. Игроки, обычно дети, пытаются поймать и захватить яблоки зубами, а затем вытащить их из воды. Пользоваться для доставания яблок руками запрещено, и руки игроков нередко связывают за спиной, чтобы предотвратить возможное мошенничество.
Традиция ловли яблок из воды восходит, по некоторым предположениям, ещё ко временам римского завоевания Британии, когда римляне, которые впервые завезли на Британские острова яблоню, пытались соединить свои культурные традициями с традициями местных кельтских народов. В Средние века игра имела достаточно широкое распространение в Ирландии; девушки, доставшие яблоко из воды зубами, часто клали его на ночь под подушку, что, согласно поверью, сулило удачный брак в будущем.
По данной игре предпринимаются попытки установки мировых рекордов скорости, однако некоторые врачи в связи с особенностями игрового процесса (большое количество людей, опускающих лица в одну и ту же ёмкость, и касание зубами многих людей одного и того же яблока) подвергают ловлю яблок критике как негигиеничное и потенциально опасное для здоровья занятие.